# Булдаков, Александр Михайлович
Алекса́ндр Миха́йлович Булдако́в (15 марта 1900, Саратов — 19 октября 1963, там же) — советский оператор игрового и документального кино, режиссёр-документалист, организатор кинопроизводства.

## Биография
Родился в Саратове. С 1912 по 1916 год учился в высшем начальном училище, подрабатывал грузчиком, с 1915 по 1917 год занимался на актёрском отделении Саратовской драматической школы (одним из педагогов была актриса Мария Велизарий). В период 1917—1920 годов был актёром на разных сценических площадках Саратова и в Пугачёве.
С января 1920 года призван в Красную армию, проходил службу в Приволжском военном округе в качестве спортивного инструктора военного спортцентра при Губернском комиссариате. С 1922 года — корреспондент газеты «Саратовские известия». 
В 1923 году был одним из организаторов Поволжского отделения Акционерного общества «Пролеткино» — первой кинофабрики в Саратове, став её заведующим. Автор-оператор первого документального сюжета новой кинофабрики — «Хлеб идёт» (1924). С 1924 года — оператор и режиссёр кинофабрики «Пролеткино» (с 1927 года переданного краевому отделению «Совкино»). В 1929—1930 годах — оператор в отделе кинохроники кинофотообъединения «Союзкино» в Москве. По возвращении в Саратов — оператор в Нижне-Волжском отделении «Союзкино» (Саратовская студия «Союзкинохроники» — с 1931 года).
С началом войны вновь в рядах Советской армии, в звании старшего техника-лейтенанта служил начальником военного склада.
После демобилизации в январе 1946 года работал оператором и режиссёром на Нижне-Волжской студии кинохроники до выхода на пенсию в 1959 году. Автор более 1100 хроникально-документальных сюжетов для кинопериодики.
Скончался 19 ноября 1963 года в Саратове. Похоронен на Воскресенском кладбище Саратова.

## Фильмография

### Оператор
- 1924 — Побеждённые сегодня
- 1924 — Приключения попа Фалалея Обалдуева (короткометражный)
- 1925 — Рыбная промышленность Каспия
- 1925 — Степные кони
- 1926 — Годовщина Октября в Саратове
- 1926 — Тайна старой мельницы (не сохранился)
- 1927 — Зелёный шум
- 1927 — Советское кино
- 1928 — Смеётся жизнь / Кентавры Камешкира (совместно с В. Беляевым)
- 1929 — Человек остался один / Силуэты города
- 1933 — Сказ о председателе колхоза «Перелом»
- 1936 — Город имени Сталина
- 1937 — Сцена из спектакля «Чапаев»
- 1937 — Новая Родина
- 1938 — Чудесный край
- 1939 — За устойчивый урожай
- 1939 — На родине Н. Г. Чернышевского
- 1940 — Места, связанные с пребыванием М. Горького в Нижнем Новгороде и Казани
- 1940 — Сталинград
- 1947 — Наука в борьбе за урожай
- 1948 — Агроном Сергеев
- 1950 — Город институтов
- 1950 — Саратов сегодня
- 1950 — Новаторы
- 1950 — Саратов сегодня
- 1950 — Степь покоряется
- 1951 — По великому плану
- 1953 — Твёрдая пшеница
- 1954 — По реке Цне
- 1955 — Там, где жил Мичурин
- 1956 — В Астрахани
- 1957 — В садах Тамбовщины
- 1958 — Битва на Волге
- 1958 — В колхозе «Коммунар
- 1959 — Молодость великой реки
- 1959 — Навеки вместе

### Режиссёр
- 1924 — Побеждённые сегодня
- 1924 — Приключения попа Фалалея Обалдуева (короткометражный)
- 1925 — Рыбная промышленность Каспия
- 1925 — Степные кони
- 1948 — Агроном Сергеев
- 1950 — Город институтов
- 1950 — Саратов сегодня
- 1950 — Степь покоряется
- 1955 — Там, где жил Мичурин
- 1956 — В Астрахани

## Комментарии
1. ↑  В «Саратовском кинословаре» Евгения Барыкина 1996 года допущена фактологическая ошибка — М. Велизарий упомянута как М. В. Елизарий[3], тиражируемая в последующем во множестве публикаций[4][5][6].
2. ↑  Актёр театра Революции (Солдатский театр Революции), с 1918 года — Детского театра имени В. И. Ленина, с 1919 года — театра «Свет», затем театра имени Карла Маркса в Пугачёве[3].
3. ↑  В разных источниках приводятся другие даты смерти — 18 октября[5] и 19 октября[1].